# The Party
The Party is een filmkomedie uit 1968 met in de hoofdrol Peter Sellers.
De film werd geregisseerd door Blake Edwards die ook de regie voerde over de Pink Panther films. Het verhaal is grotendeels een opeenstapeling van grappen, ongelukken en onhandigheden.

## Verhaal
De hoofdpersoon, Hrundi, is een Indiase acteur die door zijn stommiteiten tijdens de opnamen van een film alles in het honderd laat lopen. Door een slordigheidje van een secretaresse wordt hij per ongeluk uitgenodigd voor het feest van de directeur van de filmstudio.
Wanneer hij opduikt op het feest blijkt hij erg moeilijk contact te kunnen maken met de andere gasten. Hij laat zich vervolgens weer van zijn onhandigste kant zien en laat een spoor van vernielingen achter. In de loop van de avond komt hij telkens een vrouw tegen die steeds meer gecharmeerd van hem raakt zonder dat hij het zelf door heeft. Aan het eind vraagt zij of ze met hem mee mag rijden.

## Trivia
- Het scenario van de film was bijzonder kort. Een groot deel van de gebeurtenissen is dan ook geïmproviseerd.
- Een tweetal citaten uit de film Birdie num num en Howdy partner werd in de film Pirates of the Caribbean: The Curse of the Black Pearl uitgesproken door Jack Sparrow wanneer hij net bijkomt uit bewusteloosheid. Ook dit was een improvisatie.
- In de Indiase film Namak Halaal wordt een scène uit de film geparodieerd door Amitabh Bachchan. Het gaat om een scène waarin Peter Sellers zijn schoen verliest in een zwembad en grote moeite moet doen om deze terug te krijgen.
- De openingsscène is zelf ook weer een parodie op de film "Gunga Din" uit 1939 met o.a. Douglas Fairbanks en Gary Grant.

## Rolverdeling
| Acteur          | Personage         |
| --------------- | ----------------- |
| Peter Sellers   | Hrundi V. Bakshi  |
| Claudine Longet | Michèle Monet     |
| Marge Champion  | Rosalind Dunphy   |
| Fay McKenzie    | Alice Clutterbuck |
| Gavin MacLeod   | C.S. Divot        |